# Natalia de Argumosa
Natalia de Argumosa y Adán (Madrid ?, 1826-1850) fue una pintora, grabadora en talla dulce y litógrafa española.

## Biografía y obra
Hija de Diego de Argumosa, un célebre médico y catedrático de cirugía afiliado al Partido Progresista, y de Micaela Adán, y nieta del escultor Juan Adán, murió prematuramente dejando inacabada la reproducción de una Magdalena penitente de Raffaello Morghen. Fue enterrada en el panteón familiar del cementerio de San Isidro de Madrid el 16 de mayo de 1850.
En 1844 presentó algunas pinturas en la Real Academia de Bellas Artes de San Fernando, posiblemente copias, elogiosamente recibidas. La Biblioteca Nacional de España conserva tres estampas de la artista: dos grabados calcográficos —una hoja con diferentes motivos para viñetas y una Vista del estanque y embarcadero del Real Sitio del Buen Retiro, sobre un dibujo de su «malograda hermana», como indicaba la firma— y una litografía: El Vesubio arrojando cenizas en 1822, ejecutada bajo la dirección de Luis Mendoza y González. Además, en la Calcografía Nacional ingresó con la colección Antonio Correa una estampa fechada en 1847 con parejas de perros, pájaros, conejos y enamorados.